# Lédenon
Lédenon település Franciaországban, Gard megyében. Lakosainak száma 1676 fő (2022. január 1.). Lédenon Bezouce, Cabrières, Collias, Meynes, Saint-Bonnet-du-Gard, Sernhac és Vers-Pont-du-Gard községekkel határos.

## Népesség
A település népességének változása:
| Lakosok száma | 417  | 780  | 938  | 1367 | 1438 | 1514 | 1556 | 1620 | 1651 | 1676 |
|               | 1968 | 1982 | 1990 | 2006 | 2013 | 2015 | 2017 | 2019 | 2020 | 2022 |